# Eduard Deisenhofer
Eduard Deisenhofer (27 juin 1909 - 31 janvier 1945) était un commandant allemand des Waffen-SS de l'Allemagne nazie. Ancien membre de la SS, il a servi dans la 1re division blindée SS Leibstandarte et au camp de concentration de Dachau dans les années 1930. Pendant la Seconde Guerre mondiale, Deisenhofer a servi dans plusieurs divisions de combat sur les fronts oriental et occidental, obtenant la Croix de chevalier de la croix de fer.

## Jeunesse et début de carrière
Né à Freising, en Bavière, dans une famille de classe moyenne, Deisenhofer excelle à l'école dès son plus jeune âge. Après sa scolarité, il poursuit des études dans les domaines de la politique et de l'économie où il obtient un doctorat en économie politique. Pendant son apprentissage à l'université, il entre en contact avec le parti nazi (membre n ° 250 226) et postule pour rejoindre la SA. Quelques mois après, il est transféré dans la SS (membre n ° 3 642) et commence sa carrière militaire le 1er octobre 1930. Deisenhofer occupe divers postes de petites responsabilités, il opère dans la 1re division blindée SS Leibstandarte SS Adolf Hitler en 1934 et dans le camp de concentration de Dachau (camp satellite) en 1935. Au cours des deux années qui suivirent, il servit dans les unités Totenkopfverbände SS Totenkopf Verbande Sachsen et SS Totenkopf Standarte Thuringen, où il atteindra le rang de SS-Hauptsturmführer.
Le 30 janvier 1936, Deisenhofer épouse Edeltraut Holzapfel. Ils auront trois filles, une sera tuée lors d'un bombardement en mai 1943.

## Seconde Guerre mondiale
Au début de la guerre, Deisenhofer sert dans une unité de la SS Totenkopf Standarte, unité responsable de la police et des mesures de sécurité lors de l'invasion de la Pologne. Après la campagne polonaise, son unité est absorbée dans la nouvelle division SS Totenkopf, où il sert comme commandant de bataillon pendant la campagne de l'Ouest, recevant la Croix de fer 1re classe pour sa bravoure au combat. En mai, Deisenhofer est nommé commandant d'un bataillon formé de volontaires néerlandais et belges, nouvellement appelé SS Volunteer Standarte Nordwest.
En août 1941, Deisenhofer prend le commandement du Régiment Germania, l'un des régiments d'infanterie de la Division SS Wiking, opérant sur le Front de l'Est. En février 1942, Deisenhofer est renvoyé comme commandant du régiment dans la division Totenkopf (I./SS-Totenkopf-Infanterie-Regiment 1), attaché au groupe d'armées Nord, avançant vers Leningrad. La division fait face à une lourde résistance près de Demiansk. Au cours de la poche de Demiansk, il parvient après 35 jours de combat au corps à corps, à faire évacuer un groupe de combat de sa division alors encerclé par l'Armée rouge. Pour cette action, il est promu SS-Obersturmbannführer le 20 avril 1942 et décoré de la Croix de chevalier de la Croix de fer le 17 mai 1942. Après ces combats, la division Totenkopf est ramenée en France pour reconstruction. Deisenhofer est réaffecté comme commandant d'un bataillon de remplacement de motocyclette SS puis il forme des SS au centre de formation SS-Junkerschule Bad Tölz, en Bavière.
Fin avril 1943, Deisenhofer est transféré à Berlin et travaille comme agent de formation pour le service d'inspection des troupes d'infanterie SS et de montagne, branche de la SS Führungshauptamt. En novembre 1943, il est envoyé au 11e département (Amt XI) de la SS Führungshauptamt.
En mars 1944, il est renvoyé dans une formation de combat, commandant un régiment de la 10e Panzerdivision SS Frundsberg pour soutenir la 1. Panzerarmee encerclée du Generaloberst Hans-Valentin Hube, dans la poche de Kamianets-Podilskyï. Pour ses actions au cours de cette bataille, Deisenhofer a été promu SS-Standartenführer.
La division Frundsberg est envoyée en Normandie pour tenter d'arrêter l'avancée vers Caen du 21e Groupe d'armée du maréchal Bernard Montgomery. L'unité de Deisenhofer participe à l'Opération Epsom en juin 1944, entraînant une nouvelle débâcle allemande. À la mi-juillet, Deisenhofer est transféré à l'est pour prendre le commandement de la Division SS Wiking, alors engagée dans de lourds combats dans la région de Modlin. Fin août, il reprend le commandement de la 17e Panzergrenadier Division. Fin septembre, blessé au combat, Deisenhofer rentre à Berlin pour se reposer et récupérer.
Le 31 décembre, il est chargé d'organiser un Kampfgruppe auprès des recrues de la SS-Truppenübungsplatz pour défendre Bad Saarow. Le 1er janvier, Deisenhofer est promu à SS-Oberführer. Fin janvier, il est envoyé à Arnswalde, en Poméranie, pour prendre le commandement de la 15e division SS de grenadiers. Alors qu'il était sur le trajet pour prendre le commandement de cette division, sa voiture est attaquée par un avion soviétique, le tuant ainsi que son chauffeur et son adjoint. Son corps n'ayant jamais été retrouvé, il est classé comme porté disparu au combat.

## Décorations
- Croix allemande en Or (1942)
- Croix de fer (1940) 2e classe et 1re classe
- Croix de chevalier de la croix de fer le 8 mai 1942 en tant que SS-Sturmbannführer et commandant de la I./SS-Totenkopf-Infanterie-Regiment 1.